# Joe Hutshing
Joe Hutshing é um editor estadunidense. Venceu o Oscar de melhor montagem na edição de 1992 por JFK, ao lado de Pietro Scalia.